# الدوري التشيكي الوطني لكرة السلة
الدوري التشيكي الوطني لكرة السلة هو دوري كرة سلة للمحترفين في التشيك تأسس في 1992 يلعب فيه 13 فريقاً. فريق نيمبورك لكرة السلة هو الأكثر تتويجا باللقب.

## أبرز الفرق
- سلافيا براغ لكرة السلة
- نوفا هت أوسترافا
- برنو لكرة السلة

## وصلات خارجية
- الموقع الإلكتروني